# Léon de Brouckère

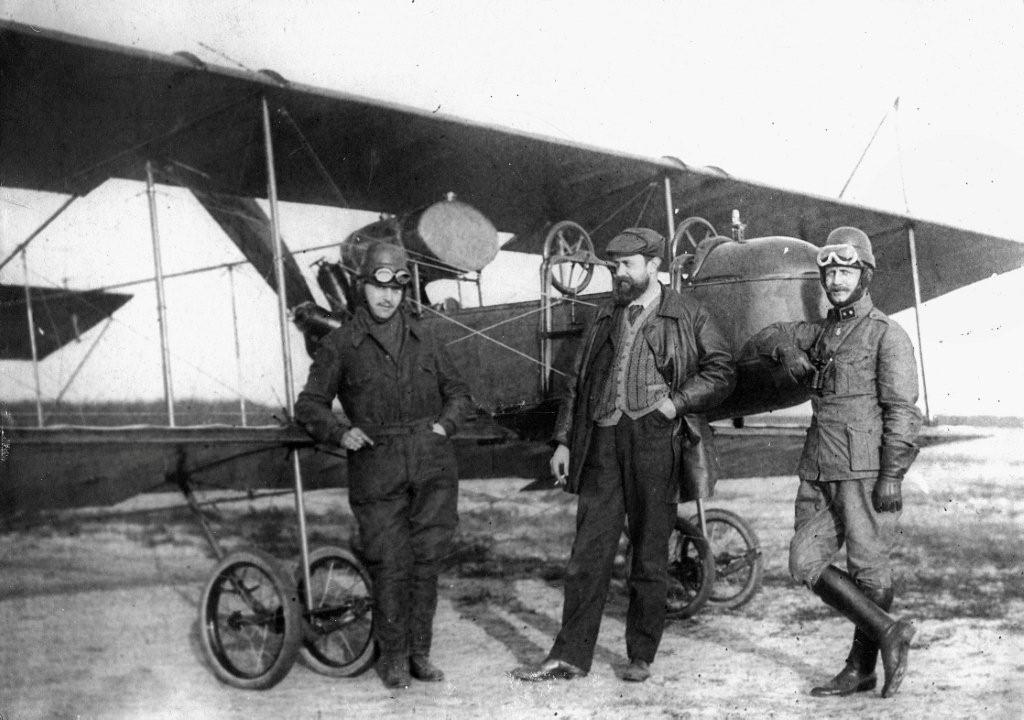
Paul Hanciau - Léon de Brouckère - Gerard Spandaw

Léon de Brouckère (Roeselare, 1 maart 1885 – Vorst, 25 februari 1944) was een Belgisch luchtvaartpionier en vliegtuigbouwer. Hij bezat een licentie voor het bouwen van de Deperdussin en werd gezien als de concurrent van de Jero tot aan de Eerste Wereldoorlog.

## Levensloop
Léon de Brouckère was de zoon van textielindustrieel Gustave de Brouckère (1829-1887) en van diens tweede vrouw Florentia Eugénie (Florence) Tant (1838-1927). Nadat ze weduwe was geworden werd een van haar belangrijke bezigheden de opvoeding die ze aan Léon wilde geven en die ze uitzonderlijk wenste. Ze bouwde een huis in Brussel, dat gelijkvloers de École des petites études herbergde, waar Léon met enkele leeftijdgenoten privé-onderwijs kreeg dat hen werd verstrekt door enkele voorname pedagogen zoals Élisée Reclus en Camille Huysmans.
Léon de Brouckère volgde met succes les aan de universiteiten van Brussel, Luik en Gent, telkens voor de studierichtingen toegepaste wetenschappen en ingenieur.
Hij begon vanaf 1905 zijn luchtvaartcarrière in de ballonvaart en behoorde al snel tot de top van de nationale en internationale ballonvaart. Hij deed onder andere mee met de derde en vierde Gordon Bennett ballonrace in 1908 en 1909 in Berlijn en Zürich.

## Vliegtuigbouw
In september 1910 bouwde hij samen met Emile Allard een tweedekker te Herstal. In 1911 begon hij een vliegschool en vliegtuigfabriek in Kiewit bij Hasselt en vanaf 1912 in Genk, Aeroplanes Léon de Brouckère. Hij leverde onder andere twee "de Brouckère"-tweedekkers en één "De Brouckère-Deperdussin"-eendekker aan de proefvliegafdeling van het KNIL. De "De Brouckère-Deperdussin"-eendekker werd na twee jaar ongebruikt teruggestuurd naar Nederland om daar alle houten vleugelonderdelen te laten vervangen door metalen. Alle drie de vliegtuigen hebben nooit in Nederlands-Indië gevlogen, wel in Nederland. Tijdens de Eerste Wereldoorlog zijn de "De Brouckère"-tweedekkers nog als verkenningsvliegtuig gebruikt.

## Farman-kopieën
Vaak worden de vliegtuigen van Léon de Brouckère bestempeld als zijnde "Farman"-kopieën. Dit is volledig fout want Léon de Brouckère bezat geen licentie voor "Farman"-vliegtuigen. Piloten die opgeleid werden bij Léon de Brouckère moesten achteraf opnieuw opgeleid worden op "Farman". Dit vooral omdat het besturingssysteem (zelfde als Deperdussin) totaal verschilde.
De vliegtuigen van Léon de Brouckère waren zelf ontworpen vliegtuigen die op verschillende punten afweken van de "Farman" en waren zeker geen Farman-kopieën.

## In Nederland
Net voor de Eerste Wereldoorlog begon Léon de Brouckère met zijn vriend Henri Wijnmalen de "Nederlandsche Vliegtuigen Fabriek" en werd er commissaris.

## Eerste Wereldoorlog
Via Nederland en Groot-Brittannië bereikte Léon de Brouckère Frankrijk waar hij zich in 1915 als oorlogsvrijwilliger aanmeldde bij het Belgisch Leger. Hij was verbonden aan de "Compagnie d'Aérostiers", de ballonvaarders van de Genie en werd bevorderd tot onderluitenant.

## Na de Eerste Wereldoorlog
Na de Eerste Wereldoorlog begon Léon de Brouckère een eigen technisch bureau. Hij werkte ook voor de Nederlandse firma "Van Berkel", succesvol in het vervaardigen van weegschalen en vleessnijmachines.
Hij overleed in 1944 en werd begraven op het kerkhof van Sint-Gillis (Brussel).

## Vliegtuigtypen
- de Brouckère opleidingsvliegtuig
- de Brouckère type G, verkenningsvliegtuig
- de Brouckère type F, lesvliegtuig

### In licentie
- Deperdussin Monoplane (1912-1914)
- Deperdussin Hydroplane, watervliegtuig

## Trivia
- De Belg Henri Crombez vloog een Deperdussin van De Brouckère.
- De Fransman Guillaume Busson vloog in een watervliegtuig van Deperdussin-De Brouckère, maar stortte neer tijdens de vliegweek van Temse (7-16 september 1911) en daarbij overleed zijn mecanicien Boy.

## Voetnoten
1. ↑  Gordon Bennett Trophy
2. ↑  Grafmonument van Léon de Brouckère
3. ↑  Van Humbeek, Frans, Léon de Brouckère, Belgisch luchtvaartpionier. Hangar Flying (14 mei 2014). Geraadpleegd op 12 augustus 2023.

- Nederlandse Thesaurus van Auteursnamen: 392656639
- Virtual International Authority File: 317179980
- WorldCat: E39PBJjRWrBgQdv6XWddqt7GpP